# Shivers (Armin van Buuren-album)
A Shivers Armin van Buuren második lemeze, amelyet 2005-ben adott ki, a címadó dalt, a "Shivers"-t, Susana énekli.
Az albumon megtalálható egy rejtett szám, mely a "Hymne" címet kapta.
Az iTunes-os kiadáshoz, pedig jár egy bónusz dal a "Simple Things", melyet Justine Suissa énekel.

## Dalok listája
1. Wall of Sound (Közreműködik Justine Suissa)
2. Empty State (Közreműködik Mic Burns)
3. Shivers (Közreműködik Susana)
4. Golddiger (Közreműködik Martijn Hagens)
5. Zocalo (Közreműködik Gabriel & Dresden)
6. Gypsy (Közreműködik Ray Wilson)
7. Who Is Watching (Közreműködik Nadia Ali)
8. Bounce Back (Közreműködik Remy & Roland Klinkenberg)
9. Control Freak
10. Serenity (Közreműködik Jan Vayne)

## Külső hivatkozások
- Armin van Buuren hivatalos oldala